# 上野耕三
上野 耕三（うえの こうぞう、1908年9月25日 - 1981年2月17日）は、映画監督、プロデューサー。

## 人物
記録映画社を創立。脚本・監督を担当した『即席ラーメン』（1970年）で電通賞映画広告電通賞。監督した『オートメーション ―限りなき前進―』（1968年）で日本産業映画コンクール奨励賞受賞。『実用映画』を提唱した。教育映画製作者連盟（現・社団法人映像文化製作者連盟）理事を務めた。

## 略歴
- 1908年、長崎県諫早市目代町生まれ。日本美術学校洋画科中退後、日本プロレタリア映画同盟に参加[4]。
- 後昭和20年に共産党が合法化され
- 内部を見たら官僚主義で脱党
- 戦中に赤と罵られても主義主張は変えず日本愛国党の赤尾敏さんと重なる
- 1932年、『労農団結餅』を監督[4]。
- 1939年、横浜シネマ商会に入社[4]。
- 1941年、滋賀県蒲生郡の島小学校の独自の教育を描いた『村の学校』（横浜シネマ）を脚本・演出。戦後、東宝教育映画部で丸山章治監督のアニメ映画『ムクの木の話』撮影担当。
- 1950年、記録映画社
- を創立する[5]。
- 1980年、記録映画社から『回想録』刊行。

## フィルモグラフィ
- 『村の学校』（1941年、横浜シネマ）脚本・監督
- 『和具の海女』（1941年、横浜シネマ）監督
- 『ムクの木の話』（1947年、東宝教育映画部）撮影
- 『村の新地図』（1950年、記録映画社）監督
- 『刈干切り唄』（1959年、記録映画社）脚本・監督
- 『首都東京』（1964年、記録映画社）古川良範との脚本・監督
- 『姫路城』（1965年、記録映画社、配給＝大映）製作・監督
- 『流氷の町』（1961年、記録映画社）製作
- 『真珠誕生』（1956年、新理研映画）脚本
- 『姫路城』（1966年、記録映画社）監督
- 『伝統工芸　−技と人−』（1966年、記録映画社）監督
- 『即席ラーメン』（1970年、記録映画社）脚本・監督
- 『富士山—その植物社会—』（1973年、記録映画社）脚本・監督
- 『オートメーション ―限りなき前進―』（1968年、記録映画社）製作

## ビブリオグラフィ
- 『映画の認識』（第一芸文社、1940年）
- 『映画教育講座』（全日本映画教育研究会編、四海書房、1942年）に「文化映画の構成・演出」「文化映画シナリオ『村の学校』」所収
- 『文化映画シナリオ10人集』（逓信博物館編・映画出版社、1942年）「文化映画の脚本について」「羅州丸」所収
- 『キネマ旬報』（1949年11月、通号69）桑野茂共著「ニュース短編」寄稿。